# 라이언 매클로플린
라이언 매클로플린(Ryan McLaughlin, 1994년 9월 30일 ~ )은 북아일랜드의 축구 선수이다. 현재 올덤 애슬레틱 소속으로 뛰고 있으며 포지션은 라이트 백이다.